# Мирославци
Мирославци или Мирославица (на гръцки: Μυροβλήτης, Мировлитис, до 1928 година Μυροσλάβιτσα, Мирославица;на албански: Masllavica) е бивше село в Егейска Македония, Гърция, разположено на територията на дем Нестрам (Несторио), област Западна Македония.

## География
Мирославци е разположено край изворите на река Сарандапорос между планините Горуша (Войо) от изток и Аренес от запад. Въпреки че е част от македонския дем Нестрам, Мирославци географски не принадлежи към Македония, а към Епир.

## История

### В Османската империя
Селото първоначално е българско, но населението му го напуска в немирните години на XVIII век и в него са заселени албанци мюсюлмани. В края на XIX век Мирославци е голямо село в Костурска каза на Османската империя. Според статистиката на Васил Кънчов („Македония. Етнография и статистика“) в 1900 година Мирославци (Мирославъ) има 230 жители арнаути мохамедани. По време на Илинденско-Преображенското въстание на 7 септември 1903 година в Мирославци влиза голямата чета на Васил Чекаларов и го опожарява.
Гръцка статистика от 1905 година показва Мирославица като село със 150 жители турци.

### В Гърция
През Балканската война селото е окупирано от гръцки части и след Междусъюзническата война в 1913 година влиза в Гърция. В 1928 година селото е прекръстено на Мировлитис. Селото се разпада в Гражданската война (1946 - 1949) и малкото останали семейства се изселват в Албания.
| Година    | 1913 | 1920 | 1928 | 1940 | 1951 | 1961 | 1971 | 1981 | 1991 | 2001 | 2011 | 2021 |
| --------- | ---- | ---- | ---- | ---- | ---- | ---- | ---- | ---- | ---- | ---- | ---- | ---- |
| Население | 45   | 87   | 92   | 194  |      |      |      |      |      |      |      |      |